# Județul Făgăraș (interbelic)
Județul Făgăraș a fost o unitate administrativă de ordinul întâi din Regatul României, aflată în regiunea istorică Transilvania. Reședința județului era orașul Făgăraș.

## Întindere

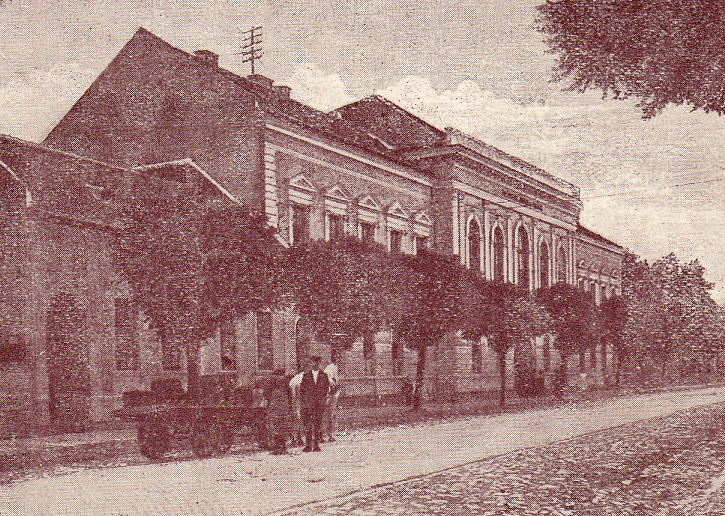
Clădirea Prefecturii județului Făgăraș din perioada interbelică. Clădirea-monument istoric, construită în secolul al XIX-lea și situată pe Str. Doamna Stanca nr. 30, îndeplinește în prezent rolul de sediu al Poliției municipiului Făgăraș.

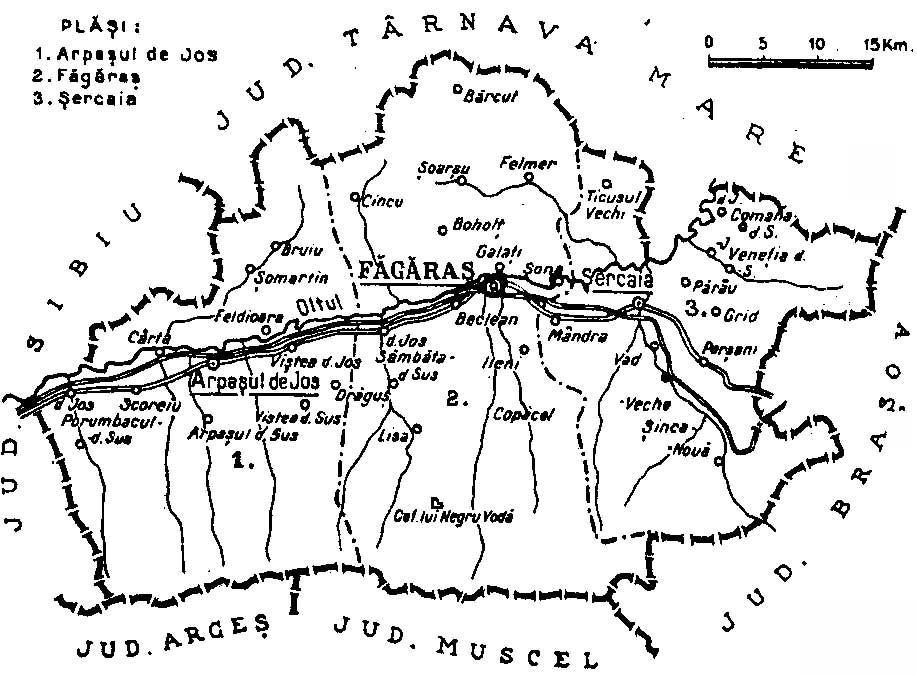
Harta județului, cu dispunerea și denumirea plășilor, în anul 1938.

Județul se afla în partea centrală a României Mari, în sud-estul regiunii Transilvania, de-a lungul râului Olt. Actualmente teritoriul lui este împărțit între județele Sibiu și Brașov. Se învecina la nord cu județul Târnava Mare, la vest cu județul Sibiu, la est cu județul Brașov, iar la sud cu județele Argeș și Muscel. Județul a fost desființat odată cu reforma administrativă din 6 septembrie 1950.

## Istoric
După Unirea Transilvaniei cu România din anul 1918, pe baza Constituției din 1923 și a legii de unificare administrativă din 1925, a fost înființat județul Făgăraș, cu reședința în orașul omonim, fiind divizat în trei plăși.
Ca și în alte zone ale țării, în 1945, o parte a populației săsești din județul Făgăraș a fost deportată în Uniunea Sovietică, de unde o parte dintre supraviețuitori au revenit după vreo cinci ani.
În urma reformei administrativ-teritoriale din 1950, făcută după model sovietic, au fost desființate județele și înființate regiunile și raioanele. În 17 februarie 1968 s-a revenit la împărțirea administrativ-teritorială pe județe, însă județul Făgăraș nu a fost reînființat, deși în expunerea de motive pentru legea privitoare la reînființarea județelor a fost dat ca exemplu județul Făgăraș. Teritoriul Țării Făgărașului a fost împărțit între județele Brașov și Sibiu.

## Organizare
Teritoriul județului era împărțit în trei plăși:
1. Plasa Arpașu de Jos (cu reședința la Arpașu de Jos),
2. Plasa Făgăraș (cu reședința la Făgăraș) și
3. Plasa Șercaia (cu reședința la Șercaia).

## Populație
Conform datelor recensământului din 1930 populația județului era de 86.039 de locuitori, dintre care 78,3% români, 12,5% germani, 5,5% maghiari, 2,9% țigani ș.a. Din punct de vedere confesional a fost înregistrată următoarea alcătuire: 55,2% ortodocși, 25,7% greco-catolici, 12,9% luterani ș.a.

### Mediul urban
În 1930 populația urbană a județului era de 7.841 de locuitori, dintre care 54,2% români, 26,7% maghiari, 12,4% germani, 4,9% evrei ș.a. Sub aspect confesional orășenimea era alcătuită din 34,9% ortodocși, 19,7% greco-catolici, 14,4% reformați, 13,5% romano-catolici, 9,9% lutherani, 5,0% mozaici, 2,3% unitarieni ș.a.

## Materiale documentare

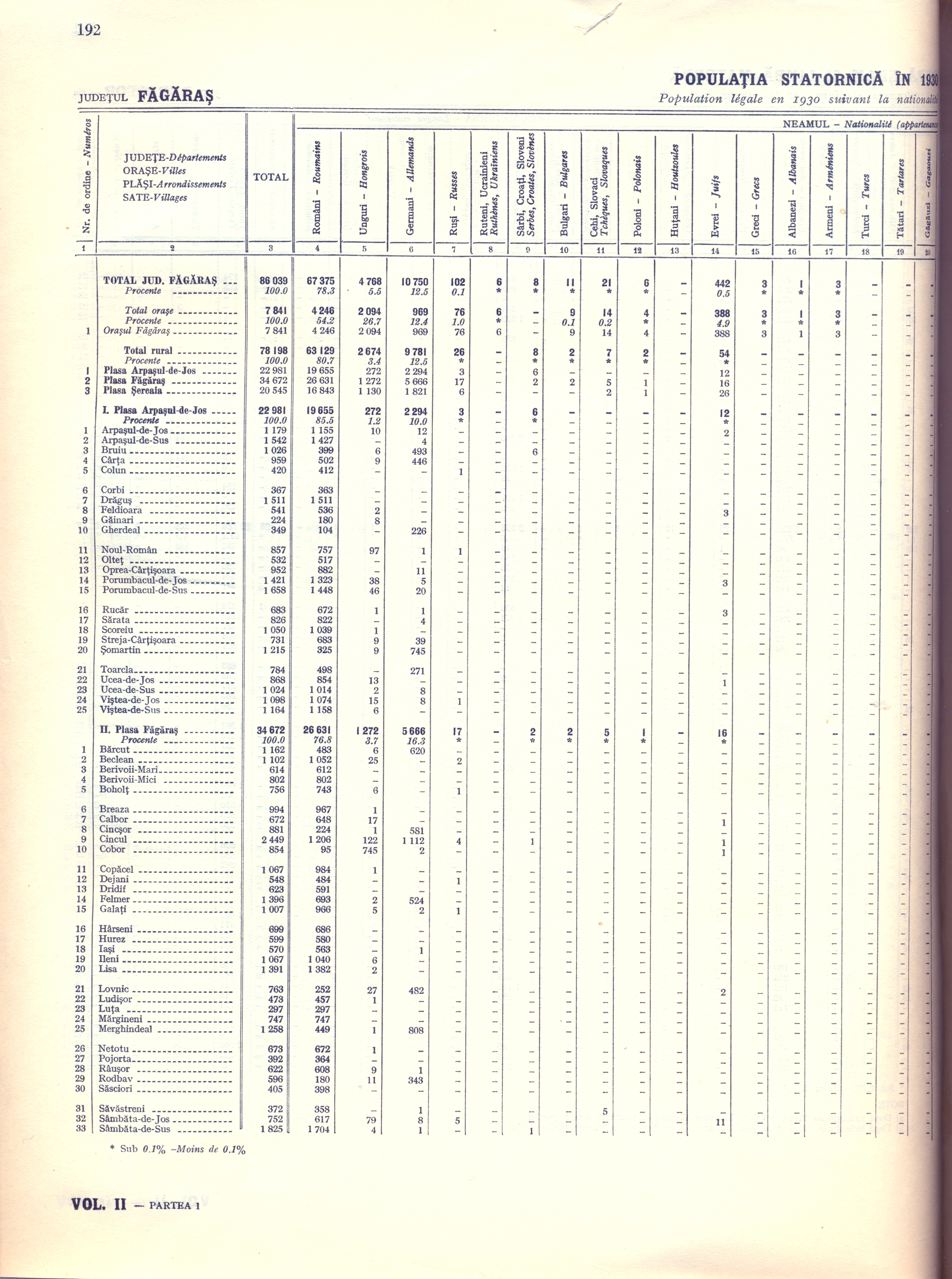
Populația județului în anul 1930, după etnie și limbă maternă
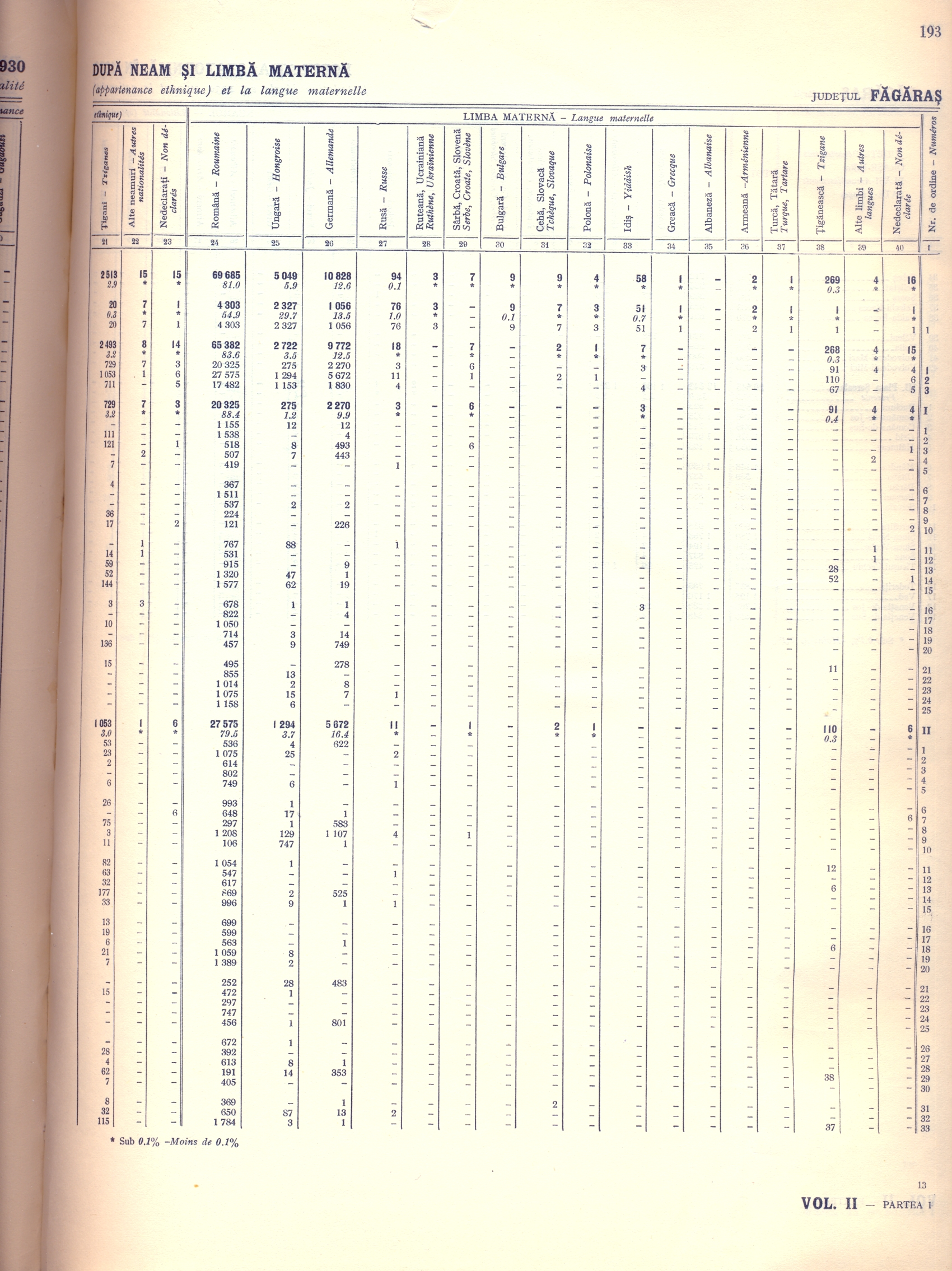
Populația județului în anul 1930, după etnie și limbă maternă
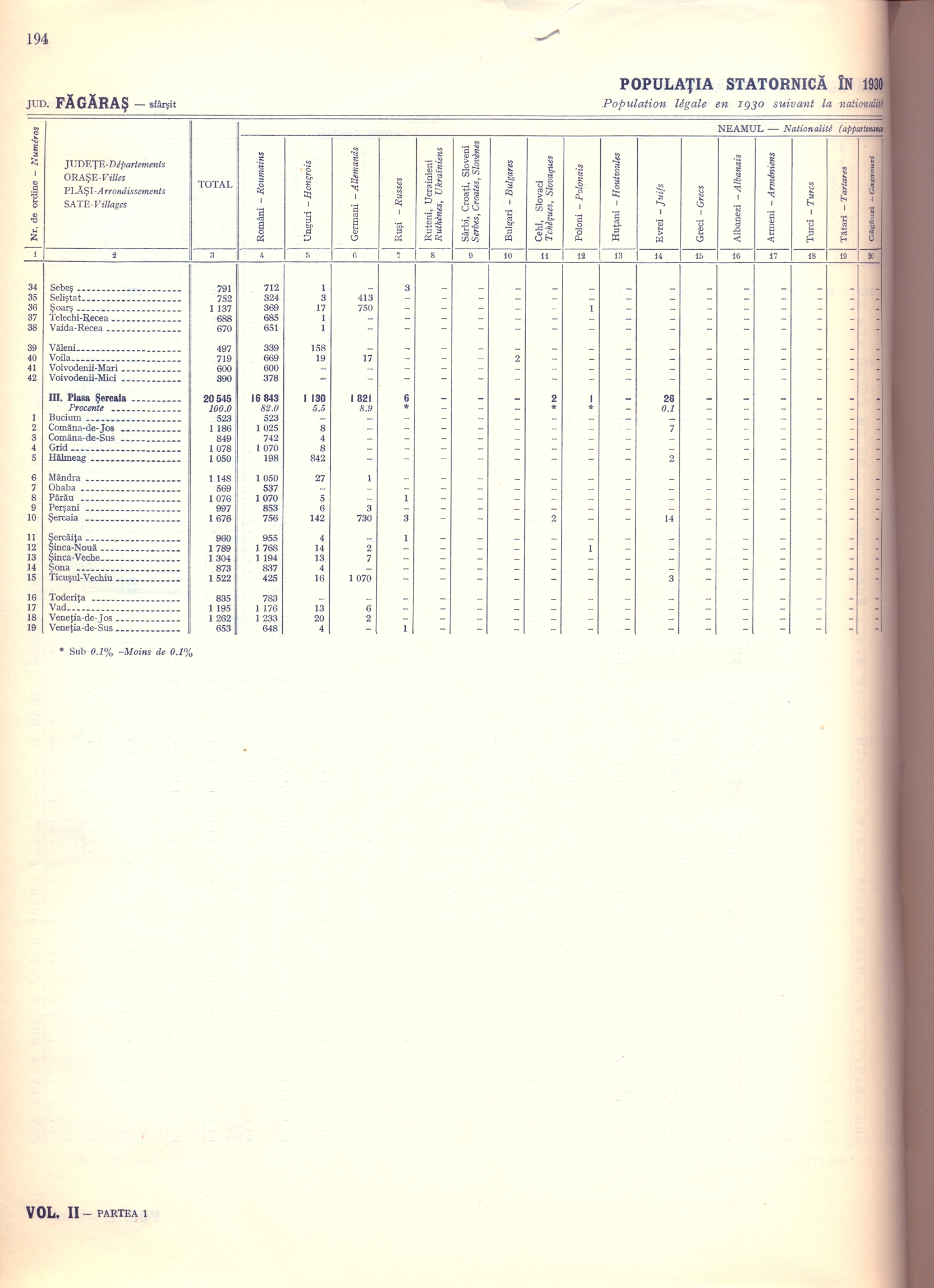
Populația județului în anul 1930, după etnie și limbă maternă
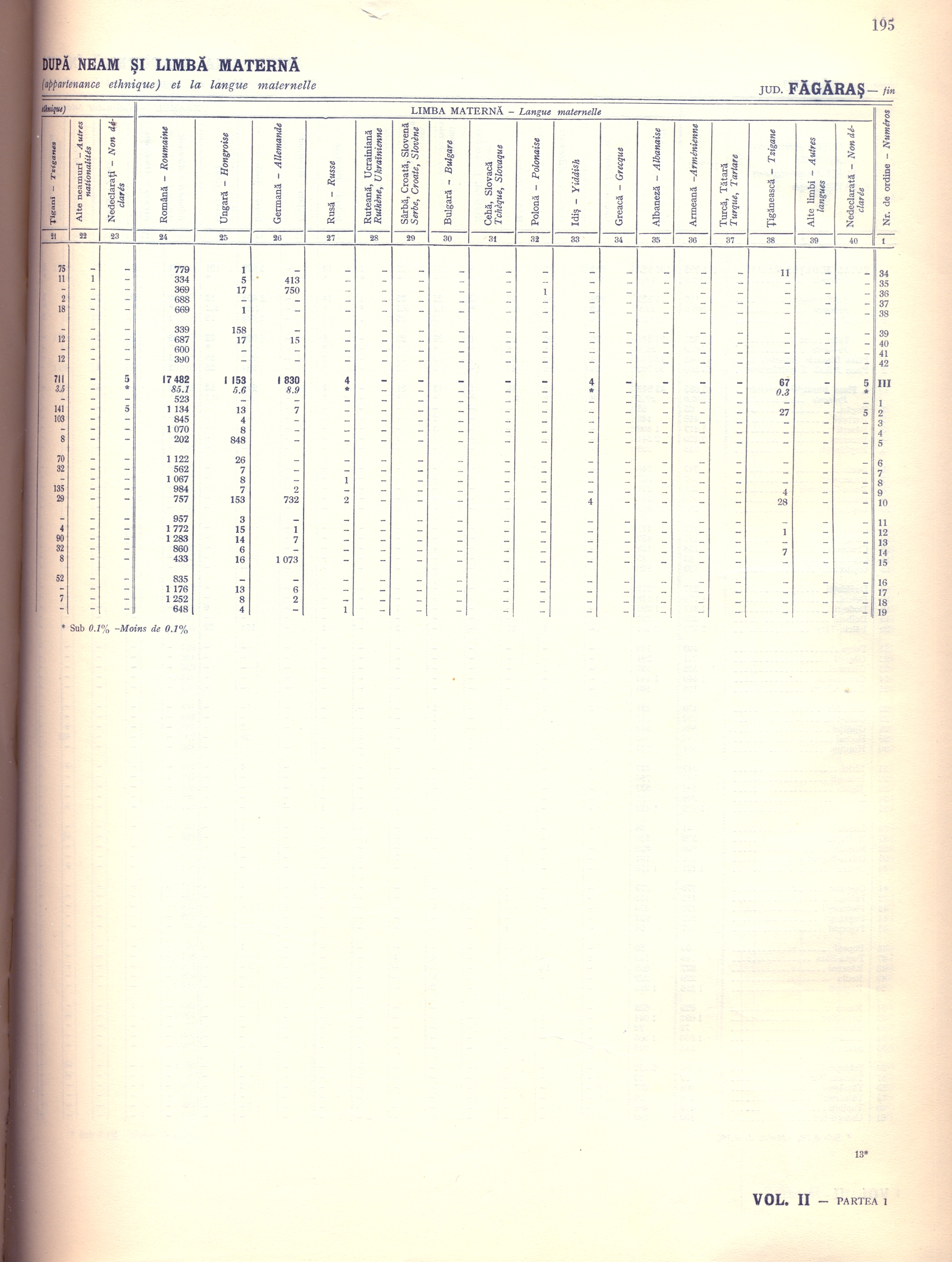
Populația județului în anul 1930, după etnie și limbă maternă
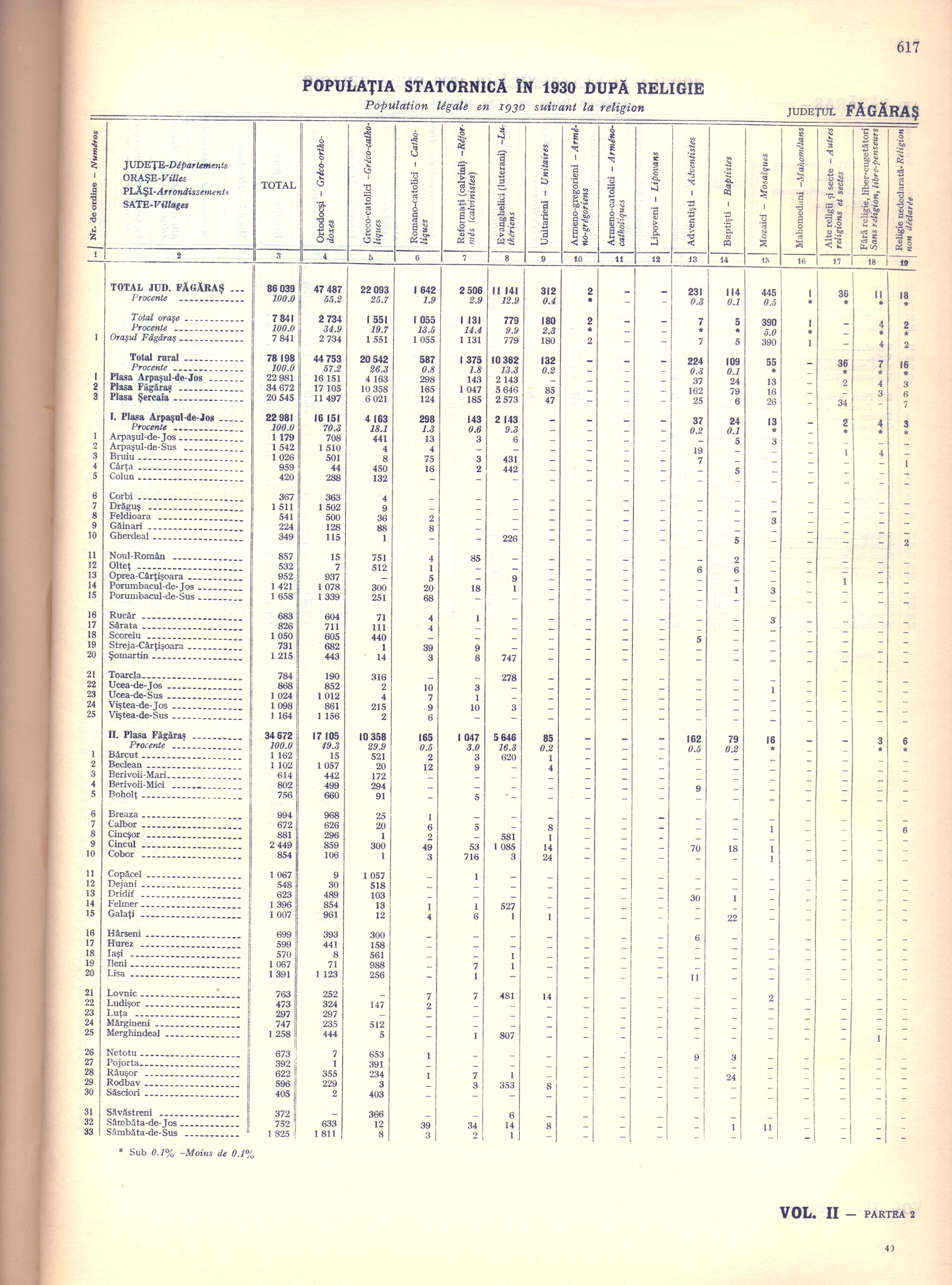
Populația județului în anul 1930, după religie
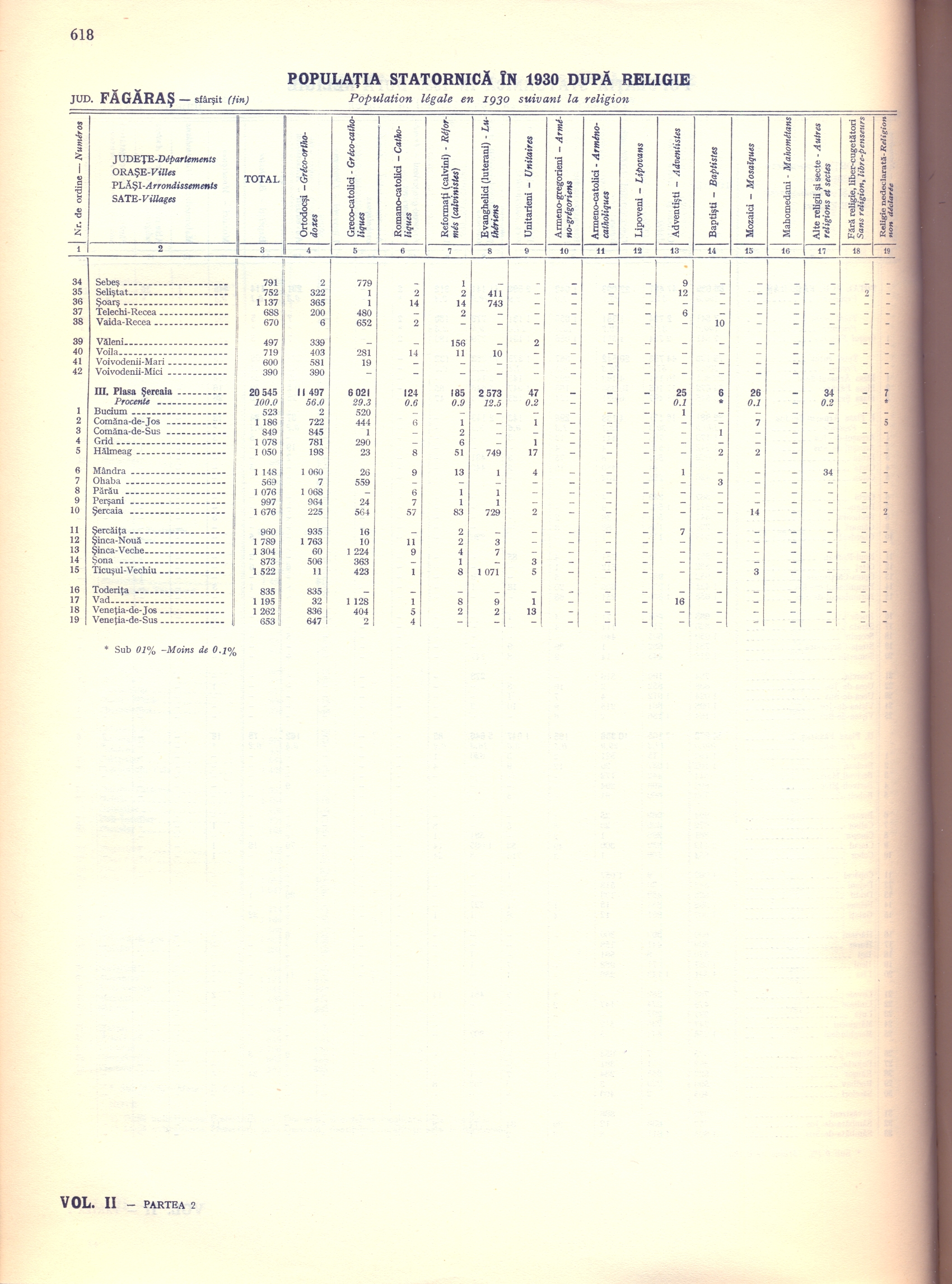
Populația județului în anul 1930, după religie